# Мбаке
Мба́ке (фр. Mbacké) — місто в центральній частині Сенегалу.

## Географія
Знаходиться за 180 кілометрів на схід від столиці країни, міста Дакар, у провінції Діурбель, на висоті 34 м над рівнем моря. Є містом супутником Туби

## Населення
За даними на 2013 рік чисельність населення міста становила 60 694 осіб.
 Динаміка чисельності населення міста за роками:
| 1988   | 1 997  | 2001   | 2002   | 2013   |
| ------ | ------ | ------ | ------ | ------ |
| 38 847 | 51 859 | 64 824 | 51 124 | 60 694 |